# Rostislav Prokop
Rostislav Prokop (Checoslovaquia; 16 de septiembre de 1966 – Eslovaquia; 13 de julio de 2025) fue un futbolista  eslovaco que jugaba en la posición de defensa.

## Equipos
| Periodo   | Club                | Apariciones | Goles |
| --------- | ------------------- | ----------- | ----- |
| 1988–1989 | VTJ Tábor           | 8           | 0     |
| 1989–1993 | DAC Dunajská Streda | 80          | 4     |
| 1993–1994 | Petra Drnovice      | 11          | 2     |
| 1995–1996 | DAC Dunajská Streda | 8           | 2     |
| 1997–1998 | Athinaikos          | 22          | 2     |
| 1998–1999 | DAC Dunajská Streda | 10          | 0     |

## Suspensión
En 1993 Prokop fue suspendido dos años por dopaje.